# Маалокс

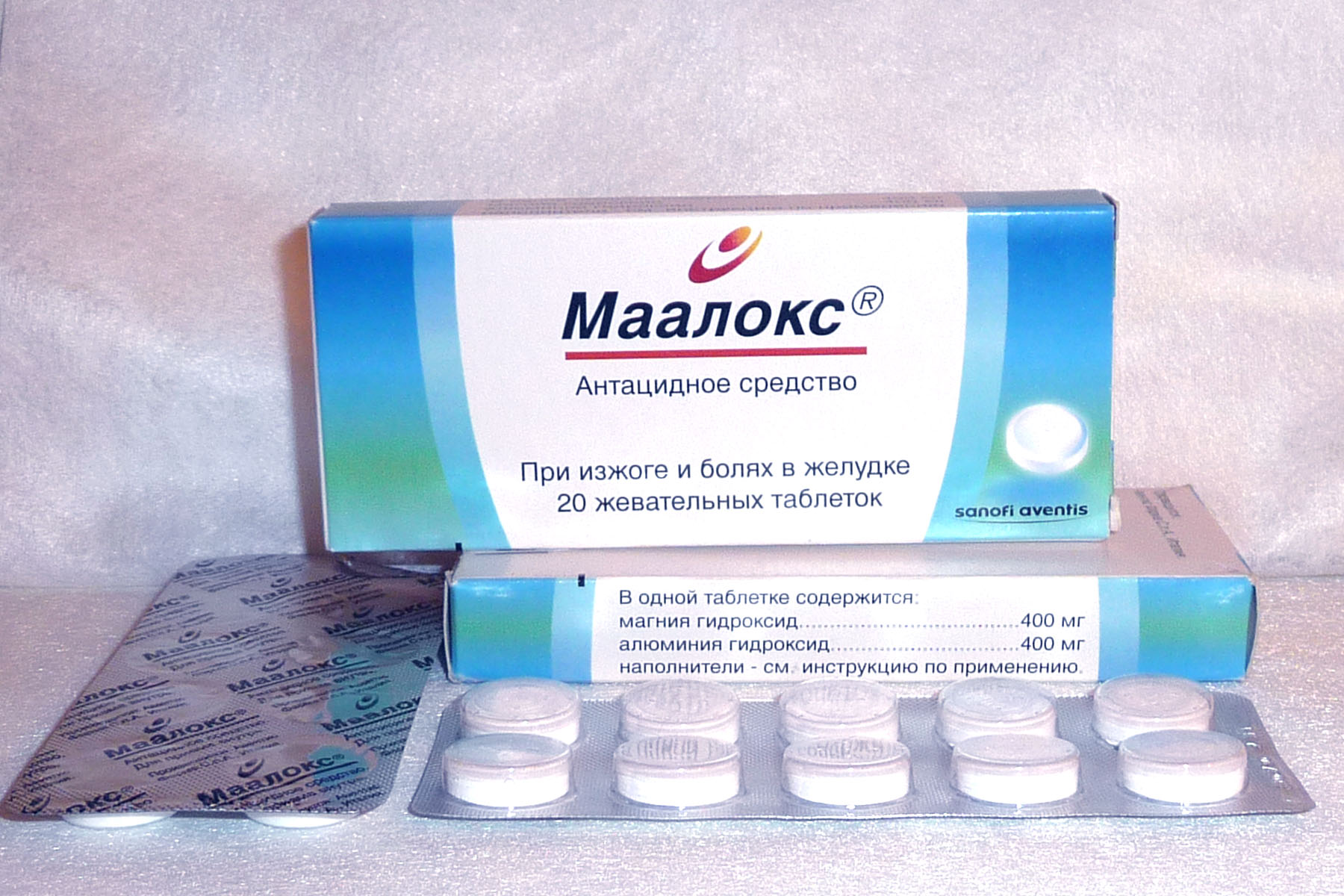
Жевательные таблетки «Маалокс»

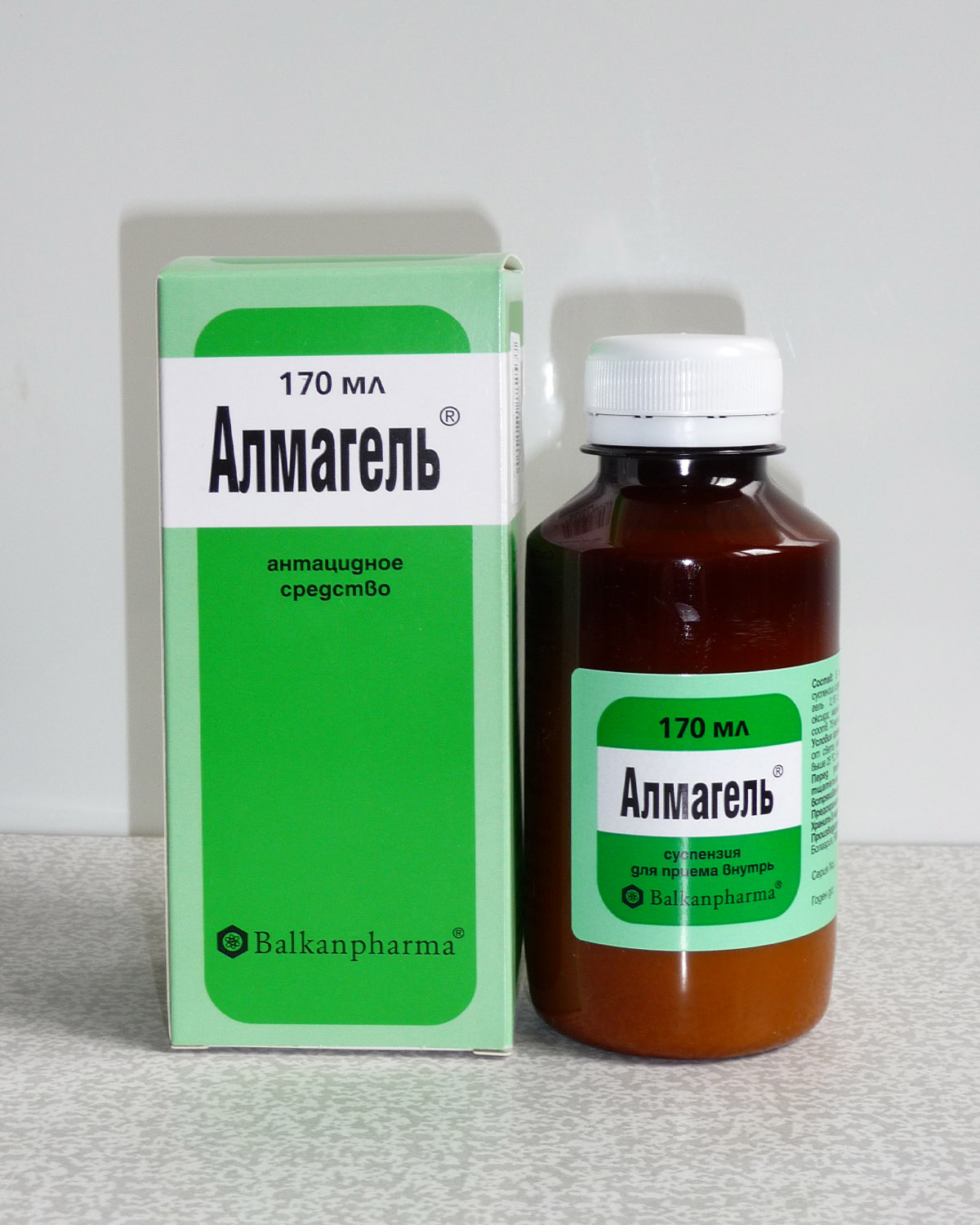
Алмагель. Суспензия

«Маало́кс» (лат. Maalox) — наиболее распространённая торговая марка комбинированного лекарственного средства с составом алгелдрат+магния гидроксид (МНН). Его основным продуктом является ароматизированная жидкость, содержащая суспензию гидроксида алюминия и гидроксида магния, которые нейтрализуют или уменьшают кислотность желудка с целью облегчения симптомов расстройства желудка, изжоги, гастроэзофагеальной рефлюксной болезни, а также язвы желудка или двенадцатиперстной кишки. Он также содержит симетикон, пеногаситель, который помогает устранить вздутие живота от газов. В больших дозах лекарство может действовать как слабительное. Торговая марка принадлежит Novartis International AG, и впервые было произведено в промышленных масштабах в 1949 году.
Аббревиатура «МААЛОКС» относится к элементам состава раствора: магнию MA и алюминию AL в виде оксидов OX. Оксиды и гидроксиды реагируют с соляной кислотой в желудке, нейтрализуя ее.
Данное МНН также зарегистрировано под торговыми названиями «Алмагель», «Алтацид», «Алюмаг», «Гастрацид», «Маалукол», «Палмагель».
Оказывает антацидное, адсорбирующее, обволакивающее и желчегонное действие.
Некоторым может показаться, что определенные препараты Маалокс, такие, как Маалокс Мульти-Экшн, являются успешным средством против диареи из-за содержания гидроксида алюминия, который в нормальных ситуациях имеет тенденцию вызывать запоры. Маалокс также можно использовать для лечения тошноты и желудочных спазмов, связанных с диспепсией, диареей или запорами. 

## Фармакологическое действие

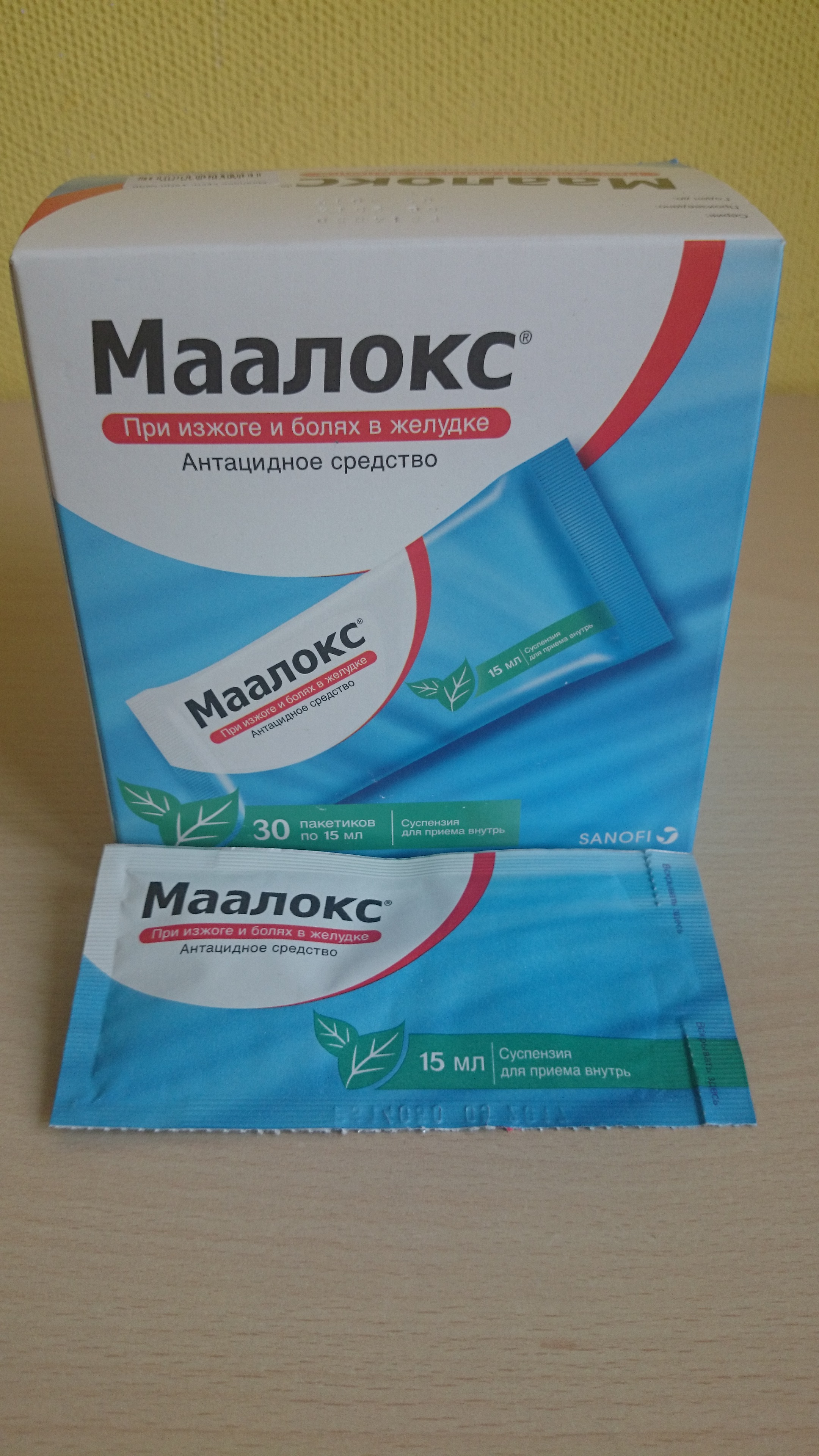
Жидкость Маалокс

Комбинированное средство, действие которого обусловлено входящими в его состав компонентами. Нейтрализует свободную соляную кислоту в желудке, понижает активность желудочного сока. Послабляющее действие гидроксида магния уравновешивает эффект алгелдрата, оказывающего обратное влияние на моторику кишечника. Время нахождения в желудке — около 1 ч. Практически не всасывается из желудочно-кишечного тракта.

## Применение
Показания
Острый гастрит, гиперацидный гастрит, острый дуоденит, язвенная болезнь желудка и 12-перстной кишки (в фазе обострения), симптоматические язвы различного генеза, эрозии слизистой оболочки верхних отделов ЖКТ, рефлюкс-эзофагит, грыжа пищеводного отверстия диафрагмы, острый панкреатит и обострение хронического панкреатита, гиперфосфатемия. Дискомфорт, гастралгия, изжога (после избыточного употребления алкоголя, никотина, кофе, приема лекарственных средств, погрешностей в диете).
Бродильная или гнилостная диспепсия (в составе комбинированной терапии).
Противопоказания
Гиперчувствительность, хроническая почечная недостаточность (ХПН), беременность, болезнь Альцгеймера, гипофосфатемия.
С осторожностью
Детский возраст (до 12 лет), период лактации, при нарушении функции почек (при приёме препарата возможно повышение плазменных концентраций магния и алюминия, а при длительном применении в высоких дозах, в том числе, и в высоких терапевтических дозах, возможно развитие энцефалопатии, деменции, микроцитарной анемии)
Побочное действие
Тошнота, рвота, изменение вкусовых ощущений, запоры.
При длительном приеме в высоких дозах — гипофосфатемия, гипокальциемия, гиперкальциурия, остеомаляция, остеопороз, гипермагниемия, гипералюминиемия, энцефалопатия, нефрокальциноз, нарушение функции почек.
У больных с сопутствующей почечной недостаточностью — жажда, снижение артериального давления, гипорефлексия.

## Лекарственные формы
| Форма выпуска               | Торговая марка                                |
| --------------------------- | --------------------------------------------- |
| гель для приема внутрь      | «Палмагель»                                   |
| суспензия для приема внутрь | «Алмагель», «Алтацид», «Гастрацид», «Маалокс» |
| таблетки                    | «Алюмаг»                                      |
| таблетки для рассасывания   | «Гастрацид»                                   |
| таблетки жевательные        | «Алтацид», «Маалокс», «Маалукол»              |

## Режим дозирования
Препарат принимают внутрь, через 1—2 часа после еды и на ночь, при язвенной болезни желудка — за 30 минут до приема пищи. После достижения терапевтического эффекта может назначаться поддерживающая терапия со сниженной дозировкой лекарства в течение 2—3 мес.
Также практикуется профилактический приём препарата перед возможным раздражающим воздействием на слизистую оболочку желудочно-кишечного тракта.
Для повышения эффективности таблетки следует разжевать или держать во рту до полного растворения. Суспензию или гель перед приемом необходимо гомогенизировать, встряхивая флакон или тщательно разминая пакет между пальцами.
Особые указания
При длительном назначении следует обеспечить достаточное поступление с пищей солей фосфора.
Для адекватного подбора разовой дозы целесообразно проведение острой фармакологической пробы: через час после введения суспензии проводят оценку кислотности желудочного сока, если pH ниже 3,5 — необходимо увеличение дозы.

## Взаимодействие

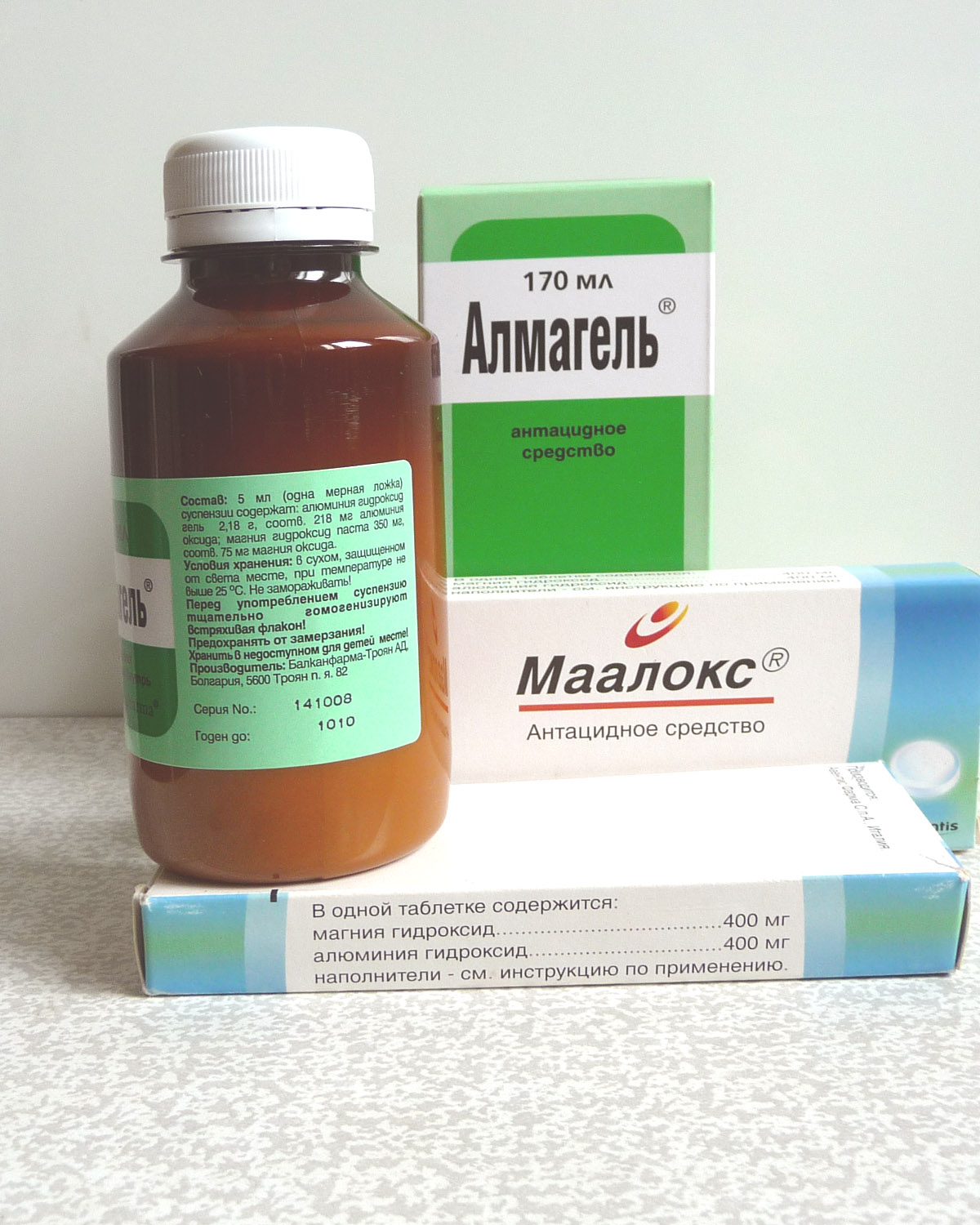
Соотношение оксидов алюминия и магния в препаратах «Алмагель» и «Маалокс» разное (состав препаратов виден при увеличении рисунка). В «Алмагеле» отношение оксидов алюминия к магнию 3:1 (218:75), в Маалоксе — 1:1 (400:400)

Снижает и замедляет абсорбцию дигоксина, индометацина, салицилатов, хлорпромазина, фенитоина, блокаторов H2-гистаминовых рецепторов, бета-адреноблокаторов, дифлунизала, кетоконазола и итраконазола, изониазида, антибиотиков тетрациклинового ряда и хинолонов (ципрофлоксацина, норфлоксацина, офлоксацина, эноксацина, грепофлоксацина и других), азитромицина, цефподоксима, пивампициллина, рифампицина, непрямых антикоагулянтов, барбитуратов (их следует применять за 1 час до или через 2 часа после приема антацидов), фексофенадина, дипиридамола, залцитабина, хенодезоксихолевой и урсодезоксихолевой кислот, пеницилламина и лансопразола.
М-холиноблокаторы, замедляя опорожнение желудка, усиливают и удлиняют действие препарата.

## Неидентичность препаратов

Сравнительные pH-граммы антральной части желудка, показывающие кислотонейтрализующее действие Алмагеля и Маалокса (по А. А. Ильченко)

Лекарственные препараты, основанные на комбинации действующих веществ «алгелдрат» и «магния гидроксид» не являются по своим фармакологическим свойствам абсолютно идентичными. Наиболее важным фактором, определяющим их лечебное воздействие, является соотношение в препарате гидроокисидов алюминия и магния. На приведённом рисунке видно, что одна таблетка «Маалокса» содержит равное количество магния гидроксида и алюминия гидроксида (по 400 мг). Их соотношение 1:1. У «Алмагеля» в 5 мл алюминия оксида 218 мг, магния гидроксида — 75 мг. Соотношение 3:1. Препараты магния и алюминия оказывают противоположное действие на моторику кишечника: препараты алюминия способствуют замедлению моторики кишечника и в больших количествах могут вызывать запоры, а магния — ускорению и имеют слабительное действие.
Сравнительные исследования кислотонейтрализующего (ощелачивающего) действия этих двух препаратов у пациентов, выполненные в ЦНИИ Гастроэнтерологии (Москва), показали, что начало действия (уменьшение кислотности в желудке до уровня pH=4) «Маалокса» наступает раньше, а время действия — дольше.